# 塞古拉河畔新镇
塞古拉河畔新镇，是西班牙穆尔西亚自治区的一个市镇。总面积13平方公里，总人口1572人（2001年），人口密度121人/平方公里。